# Acacia acradena
Acacia acradena é uma espécie de leguminosa do gênero Acacia, pertencente à família Fabaceae.